# 查尔斯·迈耶
查尔斯·迈耶（英語：Charles Mayer，1882年1月7日—1972年5月5日），美国男子拳击运动员。他曾代表美国参加1904年夏季奥林匹克运动会拳击比赛，获得一枚金牌和一枚银牌。